# 지구시
지구시(Terrestrial Time, TT)는 국제천문연맹에서 정의한 현대 천문학의 표준시로, 주로 지구 표면에서의 천문 관측 시의 시각 측정에 사용한다. 지구시는 역표시를 계승하였으며, 지구역학시와 동등하다. 지구시의 개발 목적은 역표시와 같이, 지구 자전의 불균일성을 해결하기 위해서이다.
지구시의 단위는 세슘 원자 시계로 정의된 SI 초이지만, 지구시는 원자 시계로 정의되지 않는 이론적인 시각 체계로, 현실에서는 지구시를 추정할 수밖에 없다.
지구시는 민간 목적으로 사용하는 협정 세계시(UTC)와 분명한 차이가 있지만, 국제 원자시를 통해 간접적으로 연관이 있다. 지구시가 처음 등장했을 때 국제원자시와 역표시 사이의 차이가 굳어져, 현재 지구시는 국제원자시보다 32.184초 더 빠르다.

## 역사
지구시의 정의는 1976년 국제천문연맹 제 16회 총회에서 정해졌으며, 처음 명칭은 지구역학시(Terrestrial Dynamical Time, TDT)였는데, 이는 태양계 천체력에 사용되던 질량중심 역학시(TDB)와 대응 관계를 보이기 위해서였다. 이후 지구역학시와 질량중심 역학시 둘 모두 완벽한 정의가 아님이 밝혀졌으며, 이름에 포함된 '역학시'라는 용어에 대한 의문도 생겨났다.
1991년 제 21회 총회에서는 지구역학시를 재정의하고, 이름을 지구시로 변경했다. 지구시는 공식적으로 지구중심 역학시의 선형 척도로서 정의되며, 단위는 SI 초가 되었다. 지구시와 지구중심 역학시 사이의 정확한 비율은 실험으로 결정해야 했다. 2000년에 지구시와 지구중심 역학시의 정확한 비율을 상수 1 − 6.969290134×10−10로써 도입했다.

## 현대 정의
지구시는 지구좌표시(TCG)와 항상 같은 비율만큼 차이난다. 공식적으로 지구시는 다음 식으로 정의된다.
{\displaystyle TT={\bigl (}1-L_{g}{\bigr )}\times TCG\ +\ E}
TT와 TCG는 각각 지구시와 지구좌표시의 SI 초이며, {\displaystyle L_{g}}는 둘 사이의 시간 차이를 나타내는 상수, {\displaystyle E}는 역기점 문제를 해결하기 위한 상수이다. {\displaystyle L_{g}}는 정확히 6.969290134×10−10로 정의된다.
지구시와 지구좌표시 간의 관계는 다음 식으로서 표현되기도 한다. {\displaystyle JD_{TCG}}는 율리우스일로 표기한 지구좌표시이다.
{\displaystyle TT=TCG-L_{g}\times {\bigl (}JD_{TCG}-2443144.5003725{\bigr )}\times 86400}지구시와 지구좌표시 사이의 관계는 율리우스일을 사용하여 다음 식으로 간단히 정리할 수 있다.

{\displaystyle JD_{TT}=E_{J}D+{\bigl (}JD_{TCG}-E_{JD}{\bigr )}\times {\bigl (}1-L_{g}{\bigr )}}

여기서 {\displaystyle E_{JD}}는 정확히 2443144.5003725이다.

## 현실화
지구시는 이론적인 체계로, 현실에서의 활용을 위해서는 지구에 있는 실제 시계로 현실화해야 한다. 지구시의 현실화는 국제원자시로 진행하는데, 국제원자시는 지구 표면 및 지구 저궤도에 원자 시계를 배치하여, 월별로 원자 시계들이 보이는 시간 값을 모아 매 달마다 정의함을 통해, 지오이드 상의 고유시간의 흐름을 맞추려고 시도한다. 원자 시계를 운용하는 기관 일부에서는 실시간으로 원자시의 추정값을 표시해 주기도 한다.
지구시가 처음 등장했을 때의 국제원자시와 역표시 간의 차이가 굳어져, 국제원자시를 통한 지구시의 정의는 다음과 같다.
{\displaystyle TT(TAI)=TAI+32.184s}
국제원자시는 발표 이후 수정되지 않으므로, 오류가 밝혀졌음에도 잘못된 데이터가 사용될 수 있다. 국제 도량형국에서는 1992년부터 매년 국제원자시 자료의 재분석을 통해 지구시의 정밀도를 높이고 있다. 이 과정을 통한 지구시는 TT(BIPM)이라고 하며, TT(TAI)와의 차이를 표 형식으로 표시하고 있다. 정확한 값은  국제 도량형국 홈페이지 보관됨 2017-08-22 - 웨이백 머신에서 확인할 수 있다.
매우 정밀한 주기를 가지는 펄사를 이용해 지구시를 현실화하려는 연구도 있으며, 원자 시계의 오류를 밝혀내는 데 유용하게 쓰일 가능성이 있다.

## 추정
간혹 지구시를 사용할 때 이론적인 계산으로는 충분하지 않은 경우가 있다. 밀리초 정도의 정확도만을 필요로 할 때, 지구시는 다음과 같은 방법으로 정의할 수 있다.
- 밀리초 정도에서는 지구시와 국제원자시가 서로 평행하게 흘러간다. 지구시는 국제원자시보다 약 32.184초 더 빠르다.[7][8]
- 지구시는 GPS 시각과도 평행하게 흘러가며, GPS 시각은 국제원자시보다 19초 느리기 때문에, 지구시는 GPS 시각보다 약 51.184초 더 빠르다.[9]
- 지구시는 사실상 역표시를 이은 것으로, 역표시와의 연속성을 고려해 설계되었으며, 역표시의 초 정의에서 파생된 SI 초와 같은 비율로 흘러간다.[10]
- 지구시는 그리니치 태양시인 UT1보다 약간 빠르다. ΔT = TT − UT1으로 정의될 때, 2015년 1월 1일 UTC 0시 기준으로 ΔT = +67.6439 초였다.[11] 1900년에는 ΔT의 값이 0에 매우 가까웠다. ΔT의 값은 UT1이 불규칙하게 느려져 계속 증가할 것으로 예측된다.

## 상대론적인 관계
서로 다른 위치에 있는 관측자 간에는 상대론의 효과로 인해 이론적인 지구시조차 서로 다를 수 있다. 상대론적인 효과를 고려하여, 지구시는 지오이드의 해수면에 있는 고유시간이라고 설명하지만, 엄밀하게 현재 지구시는 조정 시간으로 정의되는데, 정량적인 영향은 없으나, 지오이드 상 중력시간지연의 효과를 고려하여 정의를 더 상세하게 한 것이다.
현재 지구시의 정의는, 지오이드에서 무한히 멀리 떨어져 중력시간지연을 받지 않는 지구중심 좌표시의, 선형 척도이다. 따라서 지구 표면에 있는 관측자의 지구중심 좌표시는 관측자의 SI 시간보다 약간 느리게 흘러가며, 관측자의 지구시와 SI 시간은 지오이드 상에서는 일치하나, 고도가 높아질수록 SI 시간이 더 빠르게 흘러간다. 지구중심 좌표시는 천문학의 이론 분야에서 주로 사용되고 있다.

## 같이 보기
- 질량중심 좌표시
- 지구중심 좌표시